# 井出庸生
井出 庸生（いで ようせい、1977年11月21日 - ）は、日本の政治家。自由民主党所属の衆議院議員（5期）、自由民主党国会対策副委員長。
祖父は農林大臣、郵政大臣、内閣官房長官、衆議院議員を歴任した井出一太郎。伯父は厚生大臣、衆議院議員、新党さきがけ代表を歴任した井出正一。弟は井出の第一秘書。

## 来歴
東京都生まれ（本籍地は長野県佐久市、2017年現在は佐久市臼田に在住）。父親の実家は長野県で酒屋をやっており、父親は東京に出て酒を売る仕事をしていた。武蔵中学校・高等学校卒業。2年間の浪人生活を経て東京大学に入学。2002年3月、東京大学教育学部卒業。東大在学中は硬式野球部主将を務め、2000年10月22日の東京大学対立教大学の、上重聡投手が完全試合を達成した試合において27人目の打者を務め代打で出場したが、三振に終わった。
2002年4月、NHKに入局。仙台放送局、横浜放送局にて報道記者を務めた後、2009年12月にNHKを退職した。

### 国政へ
2010年、第22回参議院議員通常選挙にみんなの党公認で長野県選挙区から出馬したが、落選。
2012年、第46回衆議院議員総選挙にみんなの党公認で長野3区から出馬したが、同区選出であった羽田孜元首相の秘書経験者で、羽田の後継指名を受けた民主党新人の寺島義幸に惜敗。選挙区では次点であったが、重複立候補していた比例北陸信越ブロックで復活し、初当選。なお自由民主党新人の木内均も、井出の得票数を約5千票下回ったが比例復活で初当選し、長野3区からは寺島、井出、木内の3人の新人議員が誕生した。
2013年11月の特定秘密保護法案の衆議院本会議における採決では、みんなの党の賛成方針に反して起立せず、法案に反対した（同党の林宙紀も反対）。同年12月9日、みんなの党に離党届を提出し、結いの党の結党に参加。2014年9月、日本維新の会と結いの党が合流して結成された維新の党に参加した。維新の党では長野県総支部の代表を務めた。
2014年12月の第47回衆議院議員総選挙は維新の党公認で出馬。前回同様、民主党前職の寺島、自民党前職の木内も出馬したが、小選挙区で当選した（寺島は落選、木内は再び比例復活）。
2015年2月26日、衆議院本会議において特定秘密保護法の運用を監視する情報監視審査会の委員に選任された。
2016年3月27日、民主党と維新の党が合流して結成された民進党に参加した。同年9月15日の民進党代表選挙では蓮舫の推薦人に名を連ねた。
2017年8月17日、9月の民進党代表選挙への出馬に意欲を示し、旧結いの党や旧維新の党出身の井坂信彦、篠原豪、落合貴之衆議院議員らと推薦人集めや政策作りに奔走したが、立候補に必要な推薦人20人が集まらず断念した。
同年10月の第48回衆議院議員総選挙では希望の党公認で出馬し、3選。同年11月の希望の党共同代表選挙では、玉木雄一郎を支持し、当選した玉木の下で政策調査会長代理に就任した。

### 野党系無所属議員として
2018年5月7日に民進党と希望の党が合流して結成した新党「国民民主党」には参加せず、無所属となった。
同年10月27日、長野県内の旧民進党系議員からなる地方政治団体「新政信州」（代表は北澤俊美）が発足すると、井出も同団体に参加
2019年1月16日、衆院会派「無所属の会」に所属していた野田佳彦は、同会派所属だった玄葉光一郎、広田一、本村賢太郎の3人、会派に所属していなかった井出、重徳和彦、中島克仁の3人とともに新しい会派「社会保障を立て直す国民会議」を結成したと発表した。
同年7月の第25回参議院議員通常選挙、長野県選挙区では国民民主党現職の羽田雄一郎を支援し、当選に一役買った。

### 自由民主党に入党
2019年9月25日、立憲民主党・国民民主党・社会保障を立て直す国民会議の統一会派に参加しない意向を示し、野党再編の動きから距離を置いた。
同年12月には新政信州を離脱する意向を示し、同月10日、自由民主党に入党する意向を表明した。党県連副幹事長で、上田市選出の平野成基県議は「思い切ったことをした。自民党入りは歓迎」と強調。自民党関係者からも相次いで歓迎の声が上がった。地元の佐久市の柳田清二市長も12月11日付のTwitterで、井出の表明を評価した。12月15日、自由民主党長野県連は井出が長野3区支部長へ就任することを全会一致で了承した。12月18日、井出は自由民主党本部にて二階俊博幹事長と面会し、入党届を提出し、同21日に正式に入党が承認された。同23日、麻生派に入会。
2021年10月31日の第49回衆議院議員総選挙に自民党公認で立候補し、立憲民主党の神津健を破り4選（神津は比例復活で当選）。初めて自民党の公認候補が長野3区で当選した。
2022年7月に行われた参議院議員選挙・長野県選挙区（改選数1）において、自民党が擁立した松山三四六の選対副部長を務めた。松山は現職の杉尾秀哉に敗れ落選。
同年8月10日、第2次岸田第1次改造内閣が発足。8月12日付で文部科学副大臣に就任した。
2024年9月12日、自民党総裁選挙が告示され、9人が立候補した。井出は同じ麻生派の河野太郎ではなく、上川陽子の推薦人に名を連ねた。投票日前日の9月26日夜、麻生派幹部6人は都内のホテルに集まり、決選投票に高市早苗が残った場合は高市を支持する方針を決定した。会長の麻生太郎はさらに踏み込み、河野などの陣営に入っていた派閥メンバーに対し、側近議員を通じて「1回目の投票から高市に入れろ」と指示を飛ばした。同日22時半頃、産経新聞は、麻生が1回目の投票から高市を支援するよう自派閥の議員に指示を出したことをスクープした。9月27日総裁選執行。麻生は昼頃まで、自派閥で他候補の推薦人に名を連ねる議員にまで電話をかけ「1回目から高市で頼む」と訴えた。高市は1回目の議員投票で、報道各社の事前調査での30～40票を大きく上回る72票を獲得した。党員数と合わせた得票数は1位だったが、決選投票で石破茂に敗れた。井出は1回目は上川に投票し、決選投票については、中日新聞の取材に対し、投票先を公表しなかった。
2024年10月27日の第50回衆議院議員総選挙では神津に敗れるも比例復活で5選。

## 政策・主張

### 憲法
- 憲法改正について、2017年のアンケートでは「どちらかといえば賛成」と回答[54]。2021年のアンケートでは「賛成」と回答[55]。
- 憲法9条への自衛隊の明記について、2021年のアンケートで「どちらかといえば賛成」と回答[56]。
- 憲法を改正し緊急事態条項を設けることについて、2021年の毎日新聞社のアンケートで「賛成」と回答[57]。

### 外交・安全保障
- 安全保障関連法の成立について、2017年のアンケートで「評価しない」と回答[54]。
- 「他国からの攻撃が予想される場合には敵基地攻撃もためらうべきではない」との問題提起に対し、2021年のアンケートで「どちらとも言えない」と回答[55]。
- 「北朝鮮に対しては対話よりも圧力を優先すべきだ」との問題提起に対し、2021年のアンケートで「どちらとも言えない」と回答[55]。
- 普天間基地の辺野古移設について、2021年のアンケートで「どちらかといえば賛成」と回答[55]。
- 徴用工訴訟などの歴史問題をめぐる日韓の関係悪化についてどう考えるかとの問いに対し、2021年の毎日新聞社のアンケートで「政府の今の外交方針でよい」と回答[57]。

### ジェンダー
- 選択的夫婦別姓制度導入について、2017年のアンケートでは「どちらかといえば賛成」と回答[54]。2021年のアンケートでは「賛成」と回答[55]。
- 選択的夫婦別姓制度導入や旧姓使用について、2016年の衆議院法務委員会で「選択的夫婦別姓は法制度であろうとも、選択的とついているくらいだから選択の自由を法制度で認めようというもの。旧姓使用は、法制度じゃないけれども、結婚された方の意思を尊重できる選択の自由ができるようにしようというもの。個々人の選択の自由を尊重するという趣旨が旧姓使用そして夫婦別姓法制化の声の根底に共通意識としてあると思っている。」と発言[58]。
- 2021年3月に自民党有志が結成した「選択的夫婦別氏制度を早期に実現する議員連盟」に参加し、同連盟の事務局長に就任している。
- 同性婚を可能とする法改正について、2021年の朝日新聞社のアンケートで「どちらとも言えない」と回答し[55]、同年のNHKのアンケートで回答しなかった[56]。「同性婚を制度として認めるべきだと考るか」との2021年の毎日新聞社のアンケートに対し「認めるべき」と回答[57]。
- 「LGBTなど性的少数者をめぐる理解増進法案を早期に成立させるべきか」との問題提起に対し、2021年のアンケートで「賛成」と回答[55]。
- クオータ制の導入について、2021年の毎日新聞社のアンケートで「賛成」と回答し[57]、同年のNHKのアンケートで「どちらかといえば賛成」と回答[56]。

### その他
- アベノミクスについて、2014年のアンケートで「評価しない」と回答[59]。2017年のアンケートで「どちらとも言えない」と回答[54]。
- 安倍内閣による森友学園問題・加計学園問題への対応について、2017年のアンケートで「評価しない」と回答[54]。
- 森友学園への国有地売却をめぐる公文書改竄問題で、2021年5月6日、国は「赤木ファイル」の存在を初めて認めた[60]。しかし5月13日、菅義偉首相はファイルの存在を踏まえた再調査を行わない考えを報道各社に書面で示した[61]。9月の自民党総裁選挙で総裁に選出された岸田文雄も10月11日、衆議院本会議の代表質問で再調査の実施を否定した[62]。国の対応をどう考えるかとの同年の毎日新聞社のアンケートに対し「さらに調査や説明をすべきだ」と回答[57]。
- 「原子力発電への依存度について今後どうするべきか」との問題提起に対し、2021年のアンケートで「下げるべき」と回答[56]。
- 原子力規制委員会の新基準を満たした原子力発電所の再稼働に反対[63]。
- 被選挙権を得られる年齢を引き下げることについて「どちらかと言えば賛成」と回答[64]。
- 外国人労働者の受け入れを進めるべきかについては「どちらかと言えば賛成」と回答[64]。
- 2021年の衆院選で、旧統一教会の関連団体からの選挙応援を受けた[65]。

## 人物

### 統一教会との関係
- 2021年3月、世界平和統一家庭連合（旧統一教会）の関連団体「長野県平和大使協議会」の一周年記念大会に電報を送った[66][67][68]。
- 2021年9月、統一教会の関連団体が井出を訪ね、「衆議院議員選挙の応援をぜひさせてほしい」と言った。井出はチラシを渡し、教団関係者は選挙期間中、街頭演説会に参加した[66][67][68]。

### 交通事故
2023年7月4日午前8時半ごろ、東京都千代田区平河町で、自転車に乗っていた井出と、横断歩道を渡っていた60代の女性が衝突する事故があった。女性は転倒して頭部を打ち、病院に搬送されたが命に別条はない。井出にけがはなかった。井出の議員事務所によると、当時、都内の自宅から衆議院の議員会館に通勤していたという。井出は同日夕、「自転車事故案件について」と題する文書を公表。「お怪我をされた方の一日も早い回復を心より願い、今後の対応を真摯に行って参ります」と記した。同月27日付で重過失傷害の疑いで麴町警察署から書類送検された。10月6日、東京地方検察庁は女性のけがの状況などを踏まえて井出を起訴猶予処分とした。

### その他
- 喫煙者であり、超党派の愛煙家国会議員からなる議員連盟「もくもく会」に所属している[74]。
- 趣味は、マラソン、読書、旅行。好きなものは、蕎麦、日本酒[3]。

## 選挙歴
| 当落 | 選挙                     | 執行日         | 年齢 | 選挙区       | 政党       | 得票数     | 得票率 | 定数 | 得票順位 /候補者数 | 政党内比例順位 /政党当選者数 |
| ---- | ------------------------ | -------------- | ---- | ------------ | ---------- | ---------- | ------ | ---- | ------------------ | ---------------------------- |
| 落   | 第22回参議院議員通常選挙 | 2010年07月11日 | 32   | 長野県選挙区 | みんなの党 | 18万3949票 | 16.56% | 2    | 4/6                | /                            |
| 比当 | 第46回衆議院議員総選挙   | 2012年12月16日 | 35   | 長野県第3区  | みんなの党 | 6万7750票  | 26.94% | 1    | 2/5                | 1/1                          |
| 当   | 第47回衆議院議員総選挙   | 2014年12月14日 | 37   | 長野県第3区  | 維新の党   | 7万7289票  | 34.35% | 1    | 1/4                | /                            |
| 当   | 第48回衆議院議員総選挙   | 2017年10月22日 | 39   | 長野県第3区  | 希望の党   | 12万7542票 | 53.05% | 1    | 1/4                | /                            |
| 当   | 第49回衆議院議員総選挙   | 2021年10月31日 | 43   | 長野県第3区  | 自由民主党 | 12万23票   | 51.53% | 1    | 1/3                | /                            |
| 比当 | 第50回衆議院議員総選挙   | 2024年10月27日 | 46   | 長野県第3区  | 自由民主党 | 9万9431票  | 44.99% | 1    | 2/2                | 3/4                          |

## 所属団体・議員連盟
- もくもく会[74]
- 選択的夫婦別氏制度を早期に実現する議員連盟（事務局長）